# Rastplats Kulturriket

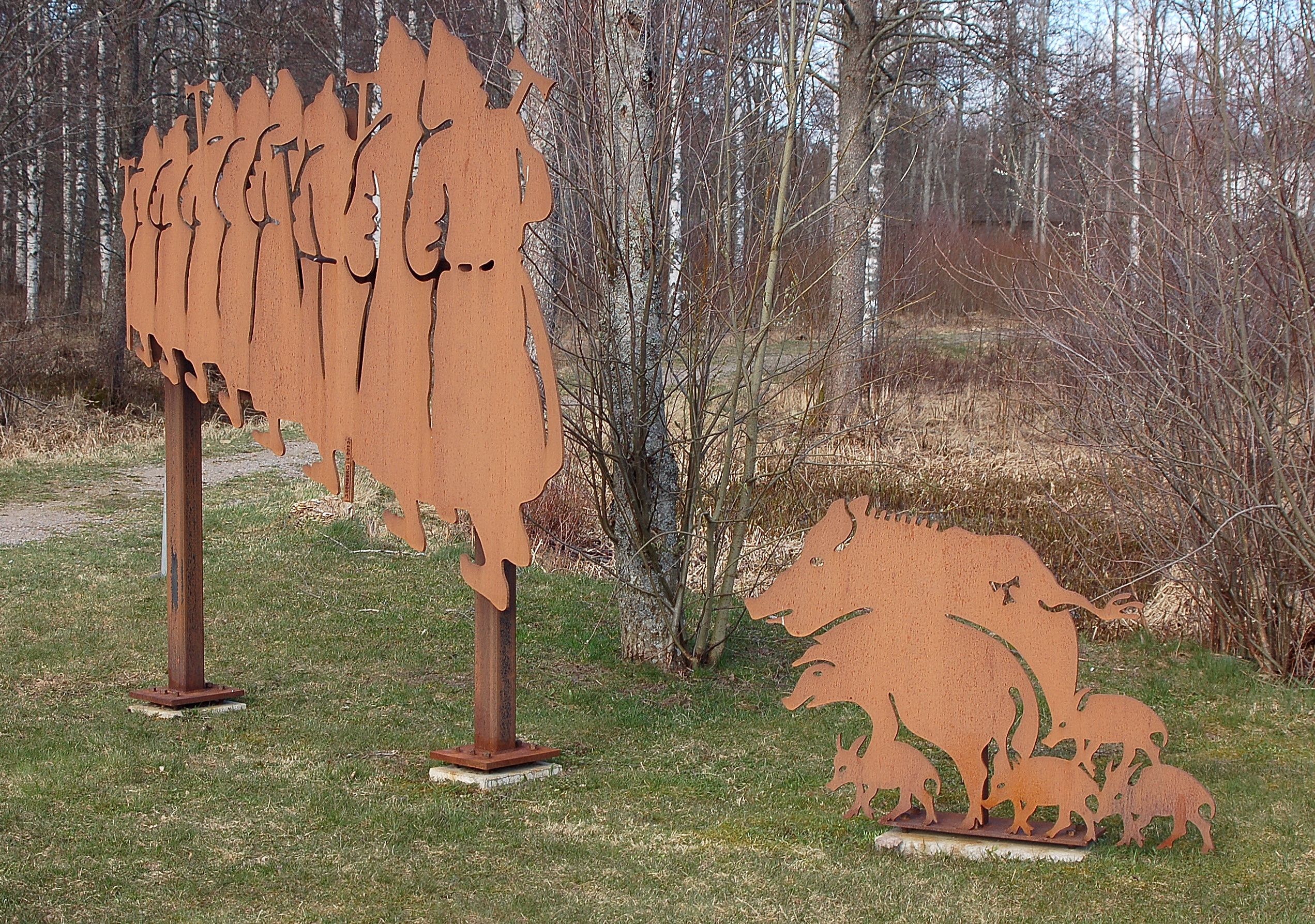
Linda Disleys munkar (en referens till närliggande Ramundeboda kloster) och vildsvin vid Borasjön utanför Laxå.

Rastplats Kulturriket är 46 rastplatser i Sverige som fått en konstnärlig utsmyckning. 36 av konstnärerna är verksamma inom regionen Dalarna, Värmland, Närke och Skaraborg. Huvudman för kulturprojektet är Arbetsförmedlingen Kultur media i Örebro i samarbete med Vägverket, landstingen, Länsarbetsnämnderna, turismen i regionerna samt Eskilstuna och Nyköpings kommun.

## Deltagande konstnärer
- Byron Hulsart vid Särna Skogsmuseum och Torgås
- Frans van Bruggen vid Noppikoski och Långsjön
- Mats Lodén vid Spjutmosjön och Tällbergsporten
- Ingrid Modig Cerne vid Johannisholm och Hosjön
- Marieta Toneva vid Gullgråa
- May Lindholm vid Brunnbäck
- Beate Sundh vid Rastahyttan
- Peter Ekström vid Norrsjön och Skärmarboda
- Patric B. Radley vid Villingen
- Ingela Agger vid Stora Hammarsundet
- Linda Disley vid Borasjön utanför Laxå
- Johan Ledung vid Stickelsta
- Urban Sjöberg vid Tärnsjö och Eskiln
- Helen Ekholm vid Svedvi
- Anna Eilert vid Skofesta skans
- Rolf O. Eriksson vid Strängnäsbron och Råbyhed
- Helena Jönsson vid Aspen
- Bo Lindholm vid Stenhammarsskans
- Anita Grede vid Sillekrog
- Åsa Jacobson vid Sillekrog och Stavsjö klint
- Jim Axén vid Nyköpingsbro
- Carsten Hellström vid Ödeshög
- Helena Sjögren vid Herrbeta och Hackelboö
- Eva Fornåå vid Kungs Norrby
- Maija Suomalainen vid Nästtången
- Bo Olls vid Svartån Mjölby
- Graeme G. Booth vid Albacken
- Kenneth Börjesson vid Fagerås
- Kjell Sundberg (konstnär) vid Stolpen (Ölme) och Prästbacken
- Lorraine Rantala vid Nyängen
- Håkan Erkenhagen vid Morokulien
- Margaretha Jansson vid Stamfrändemonumentet och Råda
- Karin Broos vid Ransäter
- Ann-Sofi Färedal vid Hänsjön
- Ditte Reijers vid Dammtjärn
- Lars Agger vid Lindesberg